# Cristianesimo in Ciad
Il cristianesimo in Ciad è la seconda religione del Paese. La maggioranza della popolazione ciadiana (circa il 52%) è di religione islamica. I cristiani rappresentano circa il 44% della popolazione: di essi, il 24% circa sono protestanti e il 20% circa sono cattolici. I musulmani sono presenti soprattutto nel nord del Paese, i cristiani nel sud. La costituzione del Ciad sancisce la separazione tra stato e religioni e riconosce la libertà religiosa, che può essere regolata per legge. Le organizzazioni religiose sono obbligate a registrarsi. L'istruzione religiosa è esclusa dalla scuola pubblica, ma può essere effettuata nelle scuole private.

## Confessioni cristiane presenti

### Chiesa cattolica
La Chiesa cattolica in Ciad fa parte della Chiesa cattolica mondiale, sotto la guida spirituale del Papa a Roma. Dal punto di vista territoriale, la Chiesa cattolica è organizzata con una sede metropolitana (l'arcidiocesi di N'Djamena), 7 diocesi suffraganee e un vicariato apostolico (il vicariato apostolico di Mongo).

### Protestantesimo
La prima missione protestante ad arrivare in Ciad è stata la Baptist Mid-Missions, un'organizzazione battista statunitense. In seguito sono arrivati missionari di altre organizzazioni e nazionalità, tra cui la Chiesa dei Fratelli cristiani (di orientamento anabattista) e la Sudan United Mission, espressione di una branca delle Chiese riformate.  
Tra le denominazioni protestanti più importanti presenti attualmente in Ciad si possono citare:
- Alleanza evangelica del Ciad: riunisce la Chiesa evangelica del Ciad (fondata dalla Sudan United Mission), le Assemblee cristiane del Ciad (fondate dalla Chiesa dei Fratelli cristiani), la Chiesa dei Fratelli luterani del Ciad e le Assemblee di Dio;[3]
- Associazione ciadiana delle chiese battiste: fondata nel 1964, trae origine dalla Baptist Mid-Missions;
- Missione del Ciad della Chiesa cristiana avventista del settimo giorno: è stata fondata nel 1967.[4]